# Холер, Франц
Франц Холер (нем. Franz Hohler; род. 1 марта 1943, Биль) — швейцарский писатель, драматург, артист кабаре и автор песен.

## Биография
Франц Холер родился в Биле, детство его прошло также в Северной Швейцарии, в Ольтене, в 1963 году он окончил кантональную школу в Арау. Изучал германистику и романистику в Цюрихском университете. В 1965 году, ещё будучи студентом, пробует свои силы на сцене со своей первой соло-программой pizzicato. После ряда успешных выступлений Холер бросает университет, чтобы полностью посвятить себя искусству. К настоящему времени он является автором многочисленных кабаре-постановок, пьес для театра, романов и сборников рассказов для взрослых и детей, кино- и телефильмов.
Для созданных Францем Холером произведений присущи соединение политической, актуальной тематики с юмористической, порой гротескной фабулой. Зачастую автор начинает повествование с обычных, ежедневных жизненных зарисовок, переходящих внезапно в некую абсурдную картину. При исполнении на сцене своих монологов автор иногда сопровождает их игрой на виолончели (Celloballaden). Часто при своих сценических выступлениях и на телевидении — в тандеме с другими артистами, например с пантомимистом Рене Квелле.
Франц Холер — лауреат многочисленных литературных и художественных премий Швейцарии и Германии, почётный доктор Фрибурского университета. Член Швейцарского общества писателей (Autorinnen und Autoren der Schweiz) и международного ПЕН-клуба (P.E.N.).
Женат с 1969 года на филологе и психологе Урсуле Нагель, в этом браке имеет двух сыновей. В настоящее время живёт в Эрликоне, пригороде Цюриха.

## Сочинения (избранное)

### Литературные произведения
- Идиллии (Idyllen). Luchterhand, Neuwied und Berlin 1970
- Вопросы к другим (Fragen an andere). интервью, Zytglogge, Gümligen 1973
- Можно, я вам почитаю? (Darf ich Ihnen etwas vorlesen?) Pfaffenweiler Presse, Badenweiler 1978
- Особенный день (Ein eigenartiger Tag). Luchterhand, Darmstadt 1979
- Третья колонна (Die dritte Kolonne). Пьеса для двух женщин и автоматического разговорного устройства, Stiftung Pro Mente Sana, Weinfelden 1984
- Книга кабарретиста (Das Kabarettbuch). Luchterhand, Darmstadt 1987
- Продавец и лось. Стихотворения, песни, сцены (Der Verkäufer und der Elch. Geschichten, Lieder, Szenen) Henschel, Berlin 1987
- Минуло сорок. Стихотворения. Luchterhand, Darmstadt 1988, ISBN 3-630-86676-X
- Новая вершина (Der neue Berg). Роман. Luchterhand, Frankfurt 1989, ISBN 3-630-86710-3
- Охота на драконов. Новая книга кабаретиста (Drachenjagen. Das neue Kabarettbuch). Luchterhand, München 1996
- Съеденная книга (Das verspeiste Buch). Schöffling, Frankfurt 1996, ISBN 3-89561-051-8
- Каменный потоп (Die Steinflut). Новелла. Luchterhand, München 1998, ISBN 3-630-86994-7
- К устью (Zur Mündung). 37 историй о жизни и смерти. Luchterhand, München 2000, ISBN 3-630-87067-8
- О правильном использовании времени (Vom richtigen Gebrauch der Zeit). Стихотворения. Luchterhand, München 2006, ISBN 978-3-630-62083-1
- Стучат (Es klopft). Роман. Luchterhand, München 2007, ISBN 978-3-630-87266-7
- Камень (Der Stein). Рассказы. Luchterhand, München 2011, ISBN 978-3-630-87361-9
- Платформа 4 (Gleis 4). Роман. Luchterhand, München 2013, ISBN 978-3-630-87420-3
- Всё выше (Immer höher). Рассказы. AS Verlag, Zürich 2014, ISBN 978-3-906055-19-0

### Книги для детей
- Чипо (Tschipo). Детский роман. Luchterhand, Darmstadt 1978
- Маленькое привидение из шотландского замка (In einem Schloss in Schottland lebte einmal ein junges Gespenst). иллюстрации Werner Maurer. Sauerländer, Aarau 1979
- Доктор Парковка (Dr. Parkplatz). Walter, Olten 1980
- Ночная гавань (Der Nachthafen). Benziger, Zürich 1984
- Чипо и пингвины (Tschipo und die Pinguine). Детский роман. Luchterhand, Darmstadt 1985
- Разбойник Бум (Der Räuber Bum). Sauerländer, Aarau 1987
- Великан и клубничное варенье (Der Riese und die Erdbeerkonfitüre), и другие истории. Ravensburger, Ravensburg 1993
- Письменный стол из Дремучего леса (Der Urwaldschreibtisch). Sauerländer, Aarau 1994
- Чипо в каменном веке (Tschipo in der Steinzeit). Ravensburger, Ravensburg 1995
- Три садовника (Die drei Gärtner). Berliner Handpresse, Berlin 1994
- Большой гном и другие истории (Der grosse Zwerg und andere Geschichten). Dtv, München 2003
- Танец в затонувшей деревне (Der Tanz im versunkenen Dorf). Hanser, München 2005
- Жил-был ёжик (Es war einmal ein Igel). Стихотворения для детей. Hanser, München 2011

### Кабаре-программы
- Pizzicato (1965)
- Экономная арфа (Die Sparharfe), UA 9. Oktober 1967, 192 выступления
- Кабаре на 8 языках (Kabarett in 8 Sprachen), UA 23. Juni 1969 Базель

- Ночные занятия (Die Nachtübung), UA 30. Oktober 1973 Люцерн, 217 выступлений
- Шубертовский вечер (Schubert-Abend), UA 6. März 1979 Берн, 139 выступлений
- Песни без музыки (Lieder ohne Musik), UA: 28. März 1981 Берн
- Полёт в Милан (Der Flug nach Milano), UA 26. Januar 1985 Баден (Ааргау), 159 выступлений
- Вечер с Францем Холером (Ein Abend mit Franz Hohler), UA 1990 (меняющаяся программа)
- Охота на драконов (Drachenjagd), UA 1994, 148 постановок
- Откуда в Швейцарии горы..(Wie die Berge in die Schweiz kamen), UA 1995
- Крокодил-вегетарианец (Das vegetarische Krokodil), UA 1999

### Пьесы для театра
- Боско молчит (Bosco schweigt). Гротеск. UA: 13. November 1968 Цюрих
- Добрый день, господин Мейер! (Grüss Gott, Herr Meier!) одноактная. UA: 6. Dezember 1968 Баден-Баден
- О страхах, ссорах и еде (Vom Angsthaben, Streiten und Essen). UA: 1974
- Великан (Der Riese). одноактная. UA: 10. April 1976 Нюрнберг
- Давид и Голиаф (David und Goliath). Пьеса для детей. UA: 19. Februar 1977 Базель
- Не те двери (Die falsche Türe). UA: 31. Oktober 1995 Санкт-Галлен
- Три языка (Die drei Sprachen). Пьеса для детей, UA: 1997 в Детском театре, Сараево
- К счастью (Zum Glück). Комедия. UA: 2002 Винтертур

### Книги в переводе на русский язык
- Президент и другие рассказы, миниатюры, стихотворения / Перевод с немецкого и предисловие В. Куприянов. — М.: Центр книги Рудомино, 2015. — 224 с. — (Серия «Литературная Гельвеция») ISBN 978-5-00087-073-0
- Франц Холер. Стук. Пер. с нем. В.Г. Куприянова. - М.: РИПОЛ классик, 2018. ISBN 978-5-386-10589-1
- Франц Холер. Последние из глубины веков, или долгий путь в Монтекассино" (ориг. название "Das Päckhen"). Пер. с нем. В.Куприянов - М.: Иностранная литература, 2022 (2), с. 3 - 125. ISSN 0130-6545